# Scorie (métallurgie)
Pour les articles homonymes, voir scorie.
En métallurgie, les scories sont des sous-produits solides issus de la fusion, de l'affinage, du traitement ou de la mise en forme des métaux à haute température. Ce sont des mélanges d'oxydes divers qui surnagent sur le métal en fusion, ou s'en détachent lors de leur mise en œuvre à haute température.
Elles sont de compositions extrêmement variées suivant les époques, les procédés et les métaux traités. Qu'elles soient des déchets extrêmement polluants ou des coproduits appréciés, les scories métallurgiques représentent un enjeu écologique et économique essentiel pour la métallurgie extractive.
Dans le cas particulier de la métallurgie du fer, les scories pauvres en fer sont appelées laitier. Celui-ci représente, en volume, le type de scorie de loin le plus courant.

## Compositions

### Laitiers sidérurgiques
On appelle « laitiers » les scories exemptes de fer dans la métallurgie du fer et des ferroalliages. Ils représentent, de loin, le type de scorie le plus courant. Ils sont le résultat des réactions chimiques liées à la production des composés du fer en fusion, sur lequel ils surnagent grâce à leur faible densité..
Les laitiers modernes les plus courants sont issus de la fabrication de l'acier à partir de minerai de fer non phosphoreux (laitiers de haut fourneau ou de convertisseur), ou de la fusion de ferrailles au four à arc électrique. Hors production des aciers inoxydables, ces laitiers sidérurgiques ont généralement la composition suivante :
| Type de laitier       | FeO / Fe2O3 | MnO       | SiO2    | Al2O3   | CaO     | MgO   | P2O5    | Cr2O3 | S       |
| --------------------- | ----------- | --------- | ------- | ------- | ------- | ----- | ------- | ----- | ------- |
| Haut fourneau         |             | 0,1 - 0,5 | 33 - 39 | 9 - 13  | 39 - 42 | 6 - 9 |         |       | 1,2-1,4 |
| Four à arc électrique | 15 - 35     | < 10      | 10 - 20 | < 10    | 30 - 40 | < 10  | < 2     | < 2   | < 0,25  |
| Convertisseur LD      | 15 - 35     | 3 - 10    | 9 - 13  | 0,5 - 3 | 42 - 52 | 1 - 8 | 1,5 - 4 | ~ 2   | ~ 0,25  |

Les laitiers issus de la production d'acier inoxydable contiennent entre 2,5 et 4,5 % de Cr2O3. Ils ont été considérés comme polluants à cause de la présence possible de chrome hexavalent, mais aussi de plomb et de cadmium. Cependant, en 2011, des chercheurs démontrent que le chrome contenu dans les scories issues de l’industrie de l’inox est stable sous forme oxydée (Cr2O3, trivalent) et n’est donc pas dangereux.

### Scories de forge
Ces scories sont liées à des procédés historiques de production de fer. Elles sont utiles à l'archéologie car elles permettent de comprendre les technologies et les matériaux mis en œuvre.
Riches en fer, elles sont un mélange de stériles, de calamine et d'oxydes issus de l'affinage des métaux. D'une composition complexe et variable, leur teneur en métal en fait souvent un sous-produit intéressant à recycler. Le terme crasse les désigne généralement, par opposition aux scories fusibles et totalement oxydées.
Pour les minerais phosphoreux, on retrouve souvent les compositions suivantes :
| Type de scorie             | Type de scorie                       | FeO / Fe2O3 | MnO | SiO2 | Al2O3 | CaO | MgO | P2O5  | S   |
| -------------------------- | ------------------------------------ | ----------- | --- | ---- | ----- | --- | --- | ----- | --- |
| Production d'acier naturel | Cas général                          | 60          | 4   | 26   | 3     | 2   |     | 1 - 4 | 0,1 |
| Production d'acier naturel | Méthode bergamasque (fin de fusion)  | 45          | 29  | 23   | 1     | 2   | 1   |       |     |
| Production d'acier naturel | Méthode bergamasque (fin d'affinage) | 80          | 8   | 3,5  | 0,5   | 7   | 0,5 |       |     |
| Puddlage gras              | Puddlage gras                        | 70          | 5   | 16   | 1     | 0,7 |     | 4     | 0,3 |

### Scories issues de l'extraction des métaux non ferreux
Les scories issues de la métallurgie extractive du cuivre, qui consiste essentiellement à fondre les chalcopyrites et à affiner des mattes, sont des scories acides alors que les laitiers sidérurgiques sont basiques. Ce sont des silicates de fer :
| Type de scorie                  | Cu    | SiO2    | Fe total | Fe3O4   | CaO    | MgO   | Al2O3 | S  | ZnO   |
| ------------------------------- | ----- | ------- | -------- | ------- | ------ | ----- | ----- | -- | ----- |
| Haut fourneau                   | 0,8   | 39      | 29 (FeO) |         | 19     |       |       |    | 12    |
| Four de fusion flash            | 1 - 3 | 31 - 34 | 36 - 43  | 4 - 16  | 0 - 5  | 0 - 1 |       |    |       |
| Four à arc électrique de fusion | < 0,7 | 36      | 38       | NC      | 2      | NC    | NC    | NC |       |
| Four à réverbère de fusion      | ~ 0,7 | 30 - 40 | 30 - 40  | ~ 3     | 0 - 10 | 4     | 5     | 1  |       |
| Convertisseur Peirce-Smith      | 4 - 8 | 15 -30  | 35 - 50  | 20 - 25 | 0 - 10 |       |       |    | 0 - 5 |

L'extraction du nickel par des méthodes pyrométallurgiques dépend du type de minerai : latérite ou pyrite. Les latérites génèrent des scories peu acides car riches en magnésie. Les pyrites se traitent comme les minerais de cuivre et donnent donc des scories consistant en un mélange de silicates de fer.
| Type de scorie                         | Cu + Ni + Co | SiO2    | Fe total | Fe3O4   | FeO    | MgO     | CaO   | Al2O3 |
| -------------------------------------- | ------------ | ------- | -------- | ------- | ------ | ------- | ----- | ----- |
| Four de fusion flash (pour pyrites)    | 1 - 5        | 38 - 41 | 28 - 34  |         |        |         |       |       |
| Four à arc électrique (pour latérites) | < 1          | 40 - 55 | NC       |         | 5 - 20 | 20 - 35 | 1 - 7 | 1 - 2 |
| Convertisseur Peirce-Smith             | < 5          | 18 - 26 | 48 - 55  | 16 - 32 |        |         |       |       |

## Risques

### Risques pour l'homme
Les scories sont parfois très basiques (cas des laitiers de convertisseur) et le liquide résiduel de lessivage (lixiviat ou percolat) des scories est très alcalin, pouvant atteindre un pH de 10 . Une protection adéquate est donc recommandée pour les travailleurs exposés selon la nature du travail (lunettes de sécurité, gants, visières, vêtements de protection, suivi médical,…). Hormis les laitiers, les scories sont généralement acides.
La silice libre cristalline provoque une pneumoconiose maligne (silicose). La calcination à haute température de terre de diatomée transforme celle-ci en silice très fibrogène (tridymite et cristobalite). Toutefois, les silicates combinés aux cations métalliques sont biologiquement moins réactifs (à l'exception de l'asbeste et du talc) [Source: Lauwerys, cf. supra]. La silice présente dans les scories se trouve sous la forme de silicates de calcium (laitiers) ou de fer (extraction du cuivre et du nickel).

### Risques pour l'environnement
La toxicité des scories dépend essentiellement des métaux qu'elles contiennent. Dans les cas des laitiers sidérurgiques, la présences de métaux lourds, ou parfois de radionucléides (sources radioactives orphelines éliminées accidentellement avec des ferrailles), est exceptionnelle. Pour les scories issues de l'extraction ou de l’affinage de métaux non ferreux, les risques sont généralement bien plus importants.
Parfois, en présence de soufre et de certaines bactéries, un phénomène de forte acidification autoentretenu du substrat peut apparaître, c'est le drainage acide (ou « drainage acide minier » dans le contexte de séquelles minières). Ce phénomène peut être accompagné d'une altération des scories, avec lessivage avec relargage important de métaux toxiques qui peuvent alors être dispersés dans l'environnement.
Les métaux présents dans les scories ou d'autres contaminants adsorbés à la surface de certaines scories (dioxines, furanes, etc.) peuvent polluer l'air (émissions de vapeurs lors de la production, puis de l'envol de poussières). Ils peuvent aussi polluer l'eau et les sols (processus de lessivage, de désorption et de percolation, surtout si les eaux sont acides). Ces phénomènes peuvent se produire même à partir de déchets industriels dit « stabilisés ».
Paradoxalement, certains sites très pollués par des scories de métallurgie ont été classés et sont protégés pour les espèces rares qu'ils abritent (quelques espèces protégées, dites « métallophytes » ou « métallorésistantes ») qu'il est utile de conserver car elles contribuent – dans une certaine mesure – à la phytostabilisation des polluants qui en leur présence sont moins susceptibles d'être mobilisés par l'érosion éolienne ou hydrique. 

C'est le cas par exemple de la friche industrielle de Mortagne-du-Nord dans le nord de la France,, dont en France à partir de scories d'Usinor à titre de test avec le Laboratoire central des ponts et chaussées (LCPC).

### Stabilisation et inertage
Il est important de mieux comprendre le comportement de lixiviation des déchets et des matériaux, de manière à être en mesure de mieux les stabiliser ou de les inerter au moyen de différents procédés. L'objectif est de recycler et de réutiliser des matériaux après les avoir débarrassés de leur contenu toxique, ou de mettre en décharge les déchets ultimes de façon plus sûre et moins polluante pour les sols et les aquifères.

## Usages
- Les scories sont parfois recyclées dans le processus de fabrication de l'usine métallurgique, ou réutilisées dans le domaine de la construction (dans des ciments ou des bétons) ou encore comme matériaux routier, couche de fondation[22], voire de roulement (dans des bétons bitumineux ou enduits superficiels[23]).
- Selon certaines recherches, utilisées dans des barrages filtrants, les scories d'acier[pas clair] pourraient éliminer de 75 % à 90 %  des phosphates dissous dans les eaux de certains cours, réduisant ainsi la prolifération de cyanobactéries en zone marécageuse[24].
- Les scories métallurgiques étant des artéfacts humains (les plus anciennes ont souvent pour origine la métallurgie du fer et du bronze), elles sont aussi des marqueurs d’anthropisation de l'environnement, et des indices archéologiques intéressants. Des dépôts anciens de scories, dont la date de production est connue ont aussi été utilisés pour mesurer la vitesse de déplacement de substrats caillouteux de fond de cours d'eau (par exemple dans le lit de rivières sud-ardennaises à partir de dépôts faits trois siècles plus tôt…[25] (plus de 3 km par siècle dans ce cas[25]).
- Les laitiers d’aciérie de conversion peuvent être utilisés en amendement agricole (purs ou mélangés avec d'autres composants).
- En mélangeant du laitier de haut fourneau, du laitier d’aciérie de conversion et du gypse nous obtenons un liant hydraulique routier appelé Sidmix (marque déposée).